# العلاقات السيشلية الغانية
العلاقات السيشلية الغانية هي العلاقات الثنائية التي تجمع بين سيشل وغانا.

## مقارنة بين البلدين
هذه مقارنة عامة ومرجعية للدولتين:
| وجه المقارنة                                              | سيشل                                                | غانا         |
| --------------------------------------------------------- | --------------------------------------------------- | ------------ |
| المساحة (كم2)                                             | 459                                                 | 238.53 ألف   |
| عدد السكان (نسمة)                                         | 95.84 ألف                                           | 26.91 مليون  |
| الكثافة السكانية (ن./كم²)                                 | 20.88 ألف                                           | 112.82       |
| العاصمة                                                   | فيكتوريا                                            | أكرا         |
| اللغة الرسمية                                             | لغة فرنسية، لغة إنجليزية، اللغة الكريولية السيشيلية | لغة إنجليزية |
| العملة                                                    | روبية سيشلية                                        | سيدي غاني    |
| الناتج المحلي الإجمالي (بليون دولار)                      | 1.49 مليار                                          | 47.33 مليار  |
| الناتج المحلي الإجمالي (تعادل القوة الشرائية) بليون دولار | 2.54 مليار                                          | 115.41 مليار |
| الناتج المحلي الإجمالي الاسمي للفرد دولار أمريكي          | 15.48 ألف                                           | 1.37 ألف     |
| الناتج المحلي الإجمالي للفرد دولار أمريكي                 | 26.42 ألف                                           | 4.08 ألف     |
| مؤشر التنمية البشرية                                      | 0.772                                               | 0.579        |
| رمز المكالمات الدولي                                      | +248                                                | +233         |
| رمز الإنترنت                                              | .sc                                                 | .gh          |
| المنطقة الزمنية                                           | ت ع م+04:00                                         | 00           |

## منظمات دولية مشتركة
يشترك البلدان في عضوية مجموعة من المنظمات الدولية، منها:
| علم المنظمة | اسم المنظمة                                 | تاريخ انضمام سيشل | تاريخ انضمام غانا |
| ----------- | ------------------------------------------- | ----------------- | ----------------- |
|             | يونسكو                                      | 18 أكتوبر 1976    | 11 أبريل 1958     |
|             | وكالة ضمان الاستثمار متعدد الأطراف          | 15 سبتمبر 1992    | 29 أبريل 1988     |
|             | الأمم المتحدة                               | 21 سبتمبر 1976    | 8 مارس 1957       |
|             | مجموعة دول أفريقيا والكاريبي والمحيط الهادئ | ?                 | ?                 |
|             | دول الكومنولث                               | 1976              | ?                 |
|             | الفريق المعني برصد الأرض                    | ?                 | ?                 |
|             | الاتحاد البريدي العالمي                     | ?                 | ?                 |
|             | البنك الدولي للإنشاء والتعمير               | 29 سبتمبر 1980    | 20 سبتمبر 1957    |
|             | الاتحاد الدولي للاتصالات                    | 17 سبتمبر 1999    | 17 مايو 1957      |
|             | منظمة حظر الأسلحة الكيميائية                | 29 أبريل 1997     | ?                 |
|             | مؤسسة التمويل الدولية                       | 11 يونيو 1981     | 3 أبريل 1958      |
|             | المركز الدولي لتسوية المنازعات الاستشارية   | 19 أبريل 1978     | 14 أكتوبر 1966    |
|             | منظمة الشرطة الجنائية الدولية               | 1 سبتمبر 1977     | ?                 |
|             | الاتحاد الأفريقي                            | ?                 | ?                 |
|             | البنك الإفريقي للتنمية                      | ?                 | ?                 |

## وصلات خارجية
- موقع وزارة الخارجية السيشلية
- موقع وزارة الخارجية الغانية